# Aenne Ohnesorg
Aenne Ohnesorg geb. Krengel (* 23. August 1949 in München) ist eine deutsche Bauforscherin.

## Biografie
Aenne Ohnesorg studierte nach dem Abitur in München von 1968 bis 1974 Architektur an der TU München und der TH Karlsruhe. Bereits während ihres Studiums begann sie sich unter dem Einfluss von Gottfried Gruben für antike Baugeschichte zu interessieren und nahm seit 1972 regelmäßig an Ausgrabungen in Griechenland teil. Hier war sie an den Untersuchungen im Heraion von Samos und besonders zur archaischen Architektur auf Paros und Naxos beteiligt. 1976/77 erhielt sie das Reisestipendium des Deutschen Archäologischen Instituts. 1978/79 katalogisierte sie die „kleinen Marmorsimen“ von der Athener Akropolis, 1982/83 war sie in Teilzeit an der TU München beschäftigt. Von 1984 bis 1989 war sie Akademische Rätin auf Zeit am Lehrstuhl für Baugeschichte der TU München, an dem sie 1989 promoviert wurde und von 1990 bis 1994 als Oberingenieur tätig war. Von 1996 bis 2006 war sie im Auftrag des Österreichischen Archäologischen Instituts Mitarbeiterin bei der Bearbeitung des Artemisions von Ephesos. 2002 erfolgte ihre Habilitation zu ionischen Monumentalaltären an der TU München, wo sie im Anschluss bis 2005 Lehraufträge wahrnahm.
Ohnesorgs Hauptforschungsgebiet ist die archaische Architektur der Kykladen, insbesondere Dachterrakotten und Marmordächer. Sie ist korrespondierendes Mitglied des Deutschen Archäologischen Instituts.
Aenne Ohnesorg erhielt diesen Namen durch ihre in den 1970er Jahren geschlossene, später geschiedene kinderlose Ehe mit Franz Xaver Ohnesorg.